# Antoine de Noailles (1841-1909)
Pour les articles homonymes, voir Antoine de Noailles.
Antoine-Just-Léon-Marie de Noailles, 9e prince de Poix, 6e duc espagnol de Mouchy et 5e duc français de Mouchy et duc de Poix, est un aristocrate et homme politique français né le 19 avril 1841 à Paris où il est mort le 2 février 1909.

## Biographie
Fils de Charles Philippe Henri de Noailles (1808-1854), duc de Mouchy, et de la duchesse Anne-Marie-Cécile de Noailles (1812-1858), il épouse à Paris le 18 décembre 1865 la princesse Anne Murat (1841-1924), fille de Lucien Murat.
Ils ont deux enfants :
1. François-Joseph-Eugène-Napoléon (1866-1900), prince de Poix ;
2. Sabine-Lucienne-Cécile-Marie (Mouchy-le-Châtel, 11 juillet 1868 - Mouchy-le-Châtel, 20 juillet 1881).

Devenu, comme son père avant lui, maire de Mouchy-le-Châtel dès qu'il atteint l'âge requis, en 1866, il le demeure jusqu'à sa mort. De même, il fait une carrière politique départementale, siégeant au conseil général pendant de nombreuses années, et nationale. Élu député du centre-droit bonapartiste lors des dernières élections législatives du Second Empire, en 1869, il ne quitte pas la vie politique après la proclamation de la république.
En 1874, il est élu député de l'Oise à l'occasion d'une partielle organisée à la suite du décès du libéral Ulric Perrot. Facilement élu, il siège au groupe bonapartiste de l'Appel au peuple, et est réélu en 1876.
Après la crise du 16 mai et la dissolution de la Chambre par Mac-Mahon, il est emporté par la vague républicaine. Il revient cependant à la chambre en 1885, pour un dernier mandat, car, lors du renouvellement suivant, il ne se représente pas.
Il est également fait chevalier de la Légion d'honneur le 29 juin 1867.

## Titres
- 1846 : 9e prince de Poix
- 1854 : 6e duc espagnol de Mouchy et 5e duc français de Mouchy et duc de Poix